# Pennantia endlicheri
Pennantia endlicheri är en tvåhjärtbladig växtart som beskrevs av Reiss. Pennantia endlicheri ingår i släktet Pennantia och familjen Pennantiaceae. Inga underarter finns listade.